# 카페시타빈
카페시타빈(Capecitabine)은 젤로다(Xeloda)라는 상품명으로 판매되는 물질로, 유방암, 위암, 대장암 치료에 사용되는 항암제다. 유방암의 경우 종종 도세탁셀과 함께 사용된다. 구강으로 투여한다.
일반적인 부작용으로는 복통, 구토, 설사, 쇠약, 발진 등이 있다. 다른 심각한 부작용으로는 혈액 응고 문제, 알레르기 반응, 심근병증과 같은 심장 문제, 낮은 혈구 수 등이 있다. 임신 중에 사용하면 태아에게 해를 끼칠 수 있다. 체내에서 카페시타빈은 5-플루오로우라실(5-FU)로 전환되어 작용한다. 5-FU 및 테가푸르를 포함하는 플루오로피리미딘으로 알려진 약물 종류에 속한다.
카페시타빈은 1992년에 특허를 받았고 1998년에 의료용으로 승인되었다. 세계보건기구의 필수 의약품 목록에 있다.